# Créances 1 % logement
Les créances 1 % logement sont des créances spécifiques détenues par les entreprises auprès des organismes collecteurs du 1 % logement (Comités Interprofessionnels du Logement). Ces créances sont susceptibles d’être refinancées.
Conformément aux articles L.313-1 et suivants du code de la construction et de l'habitation, les entreprises employant au moins 20 salariés sont assujetties à la Participation des Employeurs à l’Effort de Construction (PEEC ou 1 % logement). Cette participation est égale à 0,45 % de leur masse salariale.
En contrepartie du versement de leur participation à un organisme collecteur (Comité Interprofessionnel du Logement), les entreprises assujetties ont la possibilité de faire bénéficier leurs salariés de différents services, tels que, notamment, l’attribution de logements locatifs dans le parc HLM ou l’octroi de prêts accessions.
L’ensemble des services offerts par leur collecteur figure normalement dans un document dénommé « conditions habituelles d’emplois des fonds versés au titre de la PEEC».
Les entreprises assujetties à la Participation des Employeurs à l’Effort de Construction sont libres de verser leur participation au collecteur de leur choix.
Il en existe aujourd’hui[Quand ?] 21 et leurs coordonnées peuvent être obtenues sur le site de l’UESL, l’organisme qui fédère l’action des organismes collecteurs. Il convient de noter que la plupart des organismes collecteurs possèdent leurs sites institutionnels (GIC, ASTRIA, SOLENDI, PROCILIA…)
Le versement de la participation des employeurs à l’effort de construction peut être effectué auprès des organismes collecteurs, conformément aux articles R. 313-23 et suivants du Code de la construction et de l’habitation :
- ou bien sous forme de prêt (remboursable au bout de 20 ans – article R. 313-20[3] du Code de la construction et de l’habitation dans sa rédaction antérieure au décret du 22 juin 2009[4]) ; ce prêt est alors  inscrit au bilan des entreprises.

- ou bien sous forme de subvention, en compte de charge déductible fiscalement, cette option est irreversible.

Les créances 1 % logement sont constitutives des prêts (d’une durée initiale de 20 ans, lors de leur versement) non encore échus que les  entreprises ont accordés aux organismes collecteurs de la Participation des Employeurs à l’Effort de Construction en exécution de leur obligation de verser cette participation (articles L. 313-1 et suivants du Code de la construction et de l’habitation).
Outre le fait qu’en versant leur participation obligatoire à l'effort de construction sous forme de prêt, les entreprises conservent ce versement à leurs actifs (comptes 274 ou 275), les entreprises concernées ont également la possibilité de refinancer ces créances 1 % logement pour obtenir un financement bancaire en contrepartie. 
De nombreuses grandes entreprises ont ainsi pu refinancer leurs créances 1 % logement pour obtenir un financement bancaire en contrepartie de cet actif.